# Kamui Kobayashi
Kamui Kobayashi (小林 可夢偉?, Kobayashi Kamui; Amagasaki, 13 settembre 1986) è un pilota automobilistico giapponese, con la Toyota Gazoo Racing ha vinto due volte il Mondiale Endurance e nel 2021 la 24 Ore di Le Mans. Ha corso in Formula 1 nel 2009 con Toyota, dal 2010 al 2012 con la Sauber e nel 2014 con la Caterham.

## Carriera

### Gli esordi
Kamui inizia la sua carriera motoristica nel 1996 all'età di nove anni. Finisce terzo nella sua prima stagione coi kart nella SL Takarazuka Tournament Cadet Class. Negli anni seguenti Kobayashi vince in quattro serie tra cui due volte la Toyota SL All Japan Tournament Cadet Class. Nel 2004 firma con la Toyota's Driver Academy e inizia la sua carriera nelle vetture a ruote scoperte. Passa perciò alla Formula Renault, partecipando ai campionati d'Asia, Germania, Italia e Paesi Bassi, vincendo anche in due gare del campionato italiano. Kobayashi continua anche nel 2005 la sua carriera in questa categoria partecipando nuovamente al campionato italiano e a quello europeo in cui vince 6 gare in entrambi i campionati aggiudicandosi così entrambe le serie.

### La Formula 3 e la GP2
Nel 2006 Kobayashi passa alla F3 Euro Series con la ASM Formule 3 assieme a Paul di Resta, Giedo van der Garde e Sebastian Vettel. Ottiene subito tre podi nella stagione d'esordio, giungendo ottavo in campionato e vincendo il titolo di miglior debuttante della stagione. Kobayashi partecipa anche al Gran Premio di Macao, dove parte in pole ma chiude solo 19º, e al Masters di Formula 3.

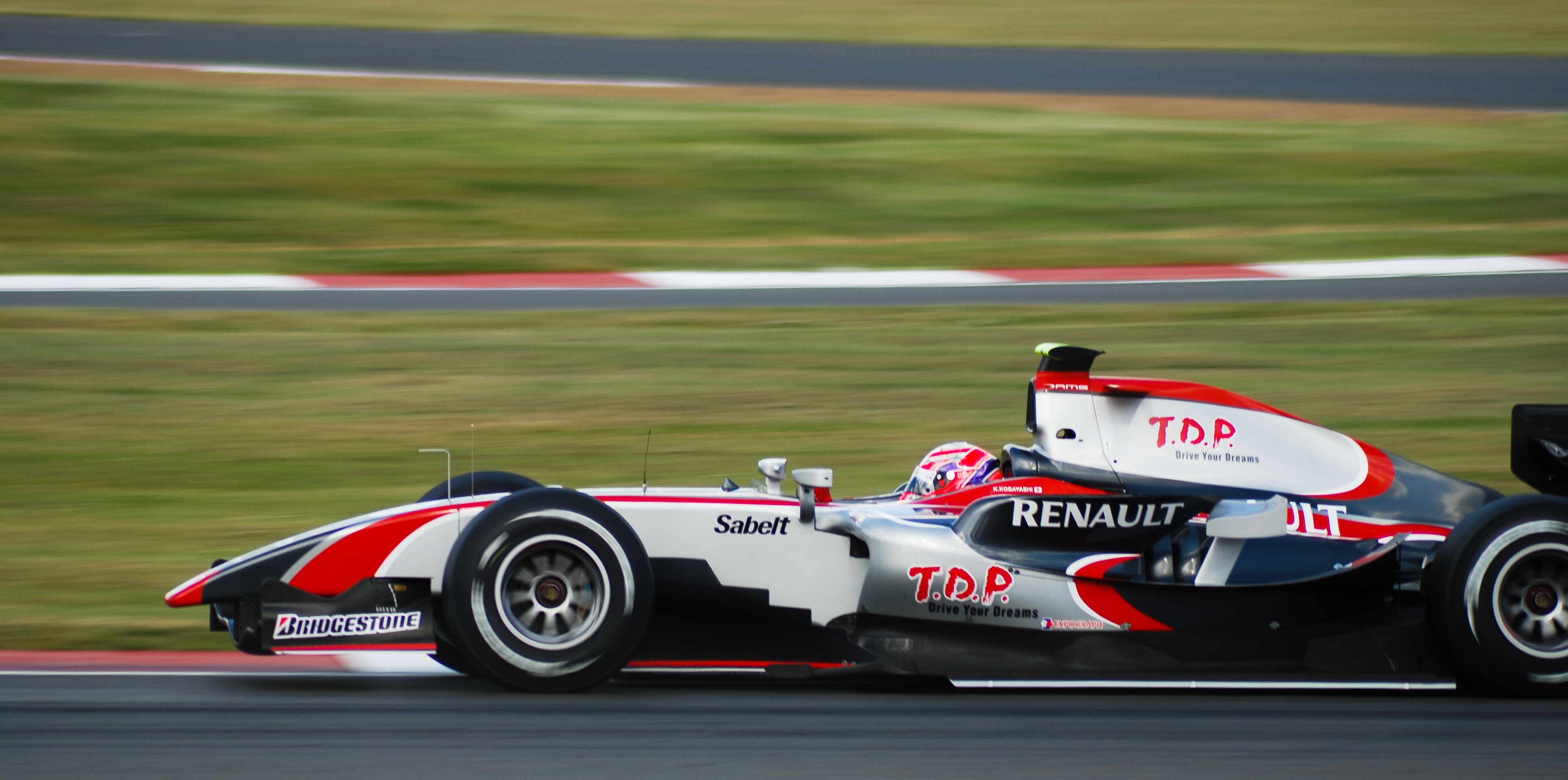
Kobayashi guida per la DAMS nella gara di Silverstone nella GP2 stagione 2008.

Nel 2007 il giapponese prosegue l'impegno nella F3 Euro Series vincendo la gara disputata a Magny-Cours. Kobayashi giunge quarto in stagione. Dopo una positiva stagione nella GP2 Asia, Kobayashi vince la sua prima gara in GP2 al secondo appuntamento stagionale, presso il Circuito di Barcellona. Kamui vince anche grazie a una penalità di drive-through per il suo ex compagno di scuderia in Formula 3, il francese Romain Grosjean. Il pilota transalpino è penalizzato proprio per una manovra ai danni del giapponese. Anche nell'inverno 2008-2009 partecipa alla GP2 Asia, vincendola, e nel 2009 al campionato GP2.

### Formula 1

#### Toyota (2007-2009)

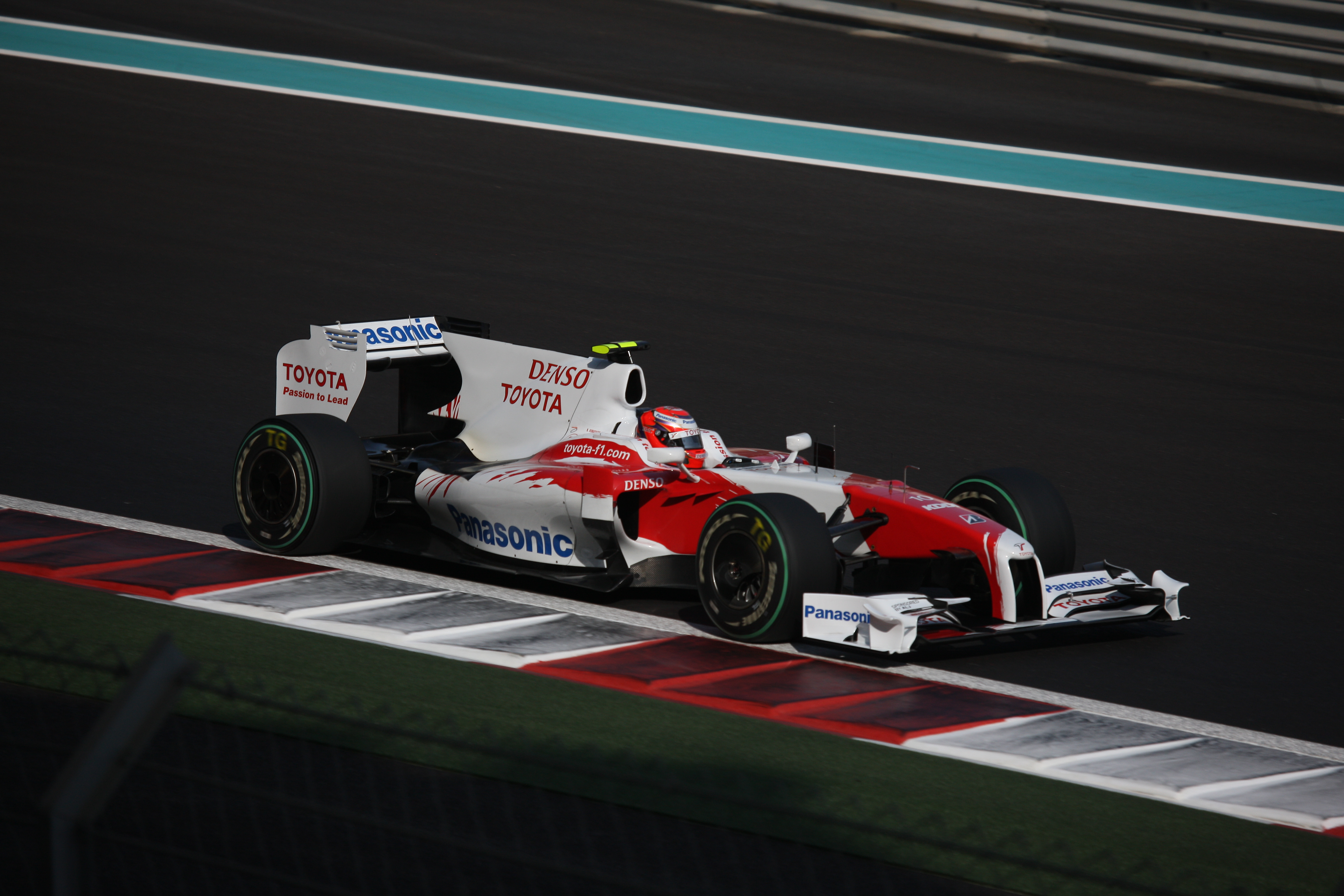
Kobayashi impegnato al Gran Premio di Abu Dhabi del 2009.

All'inizio del campionato 2007 Kobayashi, assieme all'altro nipponico Kohei Hirate, è nominato test driver per la Toyota. Il 16 novembre 2007 Kobayashi ha la conferma di sostituire il partente Franck Montagny come terzo pilota alla Toyota per la stagione 2008. Nel Gran Premio del Giappone 2009 Kobayashi fece il suo debutto in un week-end di gara, prendendo il posto del pilota titolare Timo Glock, indisposto, nelle prime due sessioni di prove libere del venerdì. In qualifica Glock, tornato alla guida della sua vettura, si infortunò in seguito ad un violento incidente. Kobayashi non poté sostituirlo in gara non avendo preso parte alle qualifiche, ma ne prese il posto nelle ultime due gare della stagione, in Brasile e ad Abu Dhabi. Il pilota giapponese fece immediatamente una buona impressione, tagliando il traguardo in nona posizione dopo aver occupato anche il terzo posto durante la gara ed essersi difeso a lungo dagli attacchi del campione del mondo Jenson Button. Nel successivo Gran Premio di Abu Dhabi il pilota giapponese andò a punti per la prima volta in carriera, tagliando il traguardo davanti al compagno di squadra Jarno Trulli.

#### Sauber (2010-2012)

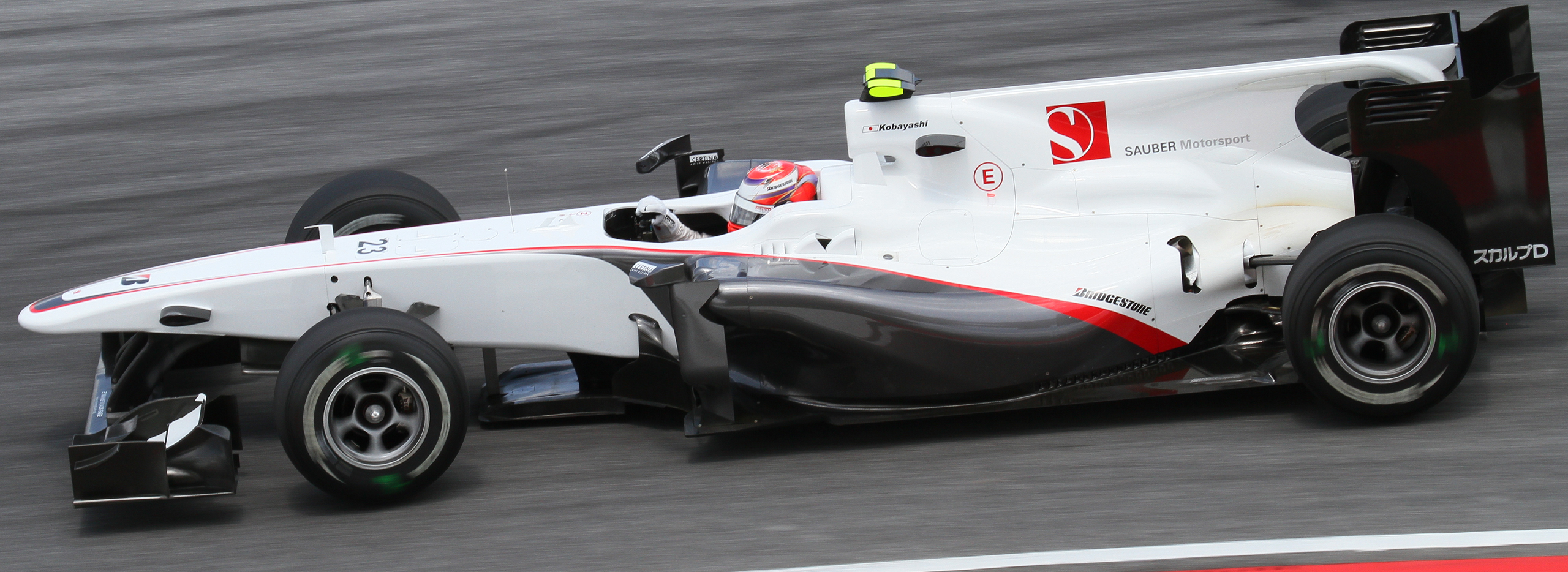
Kobayashi durante le prove libere del Gran Premio della Malesia 2010.

Le buone prestazioni nei due gran premi disputati sembrarono aprirgli la possibilità di una conferma come pilota titolare alla Toyota per il campionato 2010, ma il costruttore giapponese si ritirò dalla Formula 1 alla fine della stagione 2009. Kobayashi non rimase, però, senza volante, venendo ingaggiato ufficialmente il 17 dicembre 2009 dalla Sauber, tornata di proprietà di Peter Sauber dopo il ritiro della BMW. Nonostante delle buone prestazioni nei test invernali, la stagione ebbe un inizio difficile per il pilota giapponese, che colse quattro ritiri nelle prime quattro gare della stagione, in due occasioni per problemi meccanici e nelle altre due per degli incidenti nelle prime fasi di gara. Kobayashi vide per la prima volta il traguardo nel Gran Premio di Spagna, nel quale arrivò dodicesimo e doppiato dopo essere scattato dal decimo posto in griglia. Dopo un altro ritiro per problemi al cambio nel Gran Premio di Monaco, il pilota giapponese conquistò il primo punto stagionale nel Gran Premio di Turchia, chiuso in decima posizione. Nel Gran Premio d'Europa Kobayashi, scattato dalla diciottesima posizione, occupò per quaranta giri il terzo posto, rimanendo per quasi tutta la gara con lo stesso treno di pneumatici. Il pilota giapponese effettuò il suo cambio gomme a quattro tornate dal termine, chiudendo poi la gara in settima posizione dopo aver sopravanzato Sébastien Buemi e Fernando Alonso. Nel successivo Gran Premio di Gran Bretagna Kobayashi ottenne un altro piazzamento a punti, chiudendo la gara in sesta posizione. In Ungheria e in Belgio il pilota nipponico si rese protagonista di due belle rimonte, tagliando il traguardo rispettivamente al nono e all'ottavo posto dopo essere scattato nelle ultime file dello schieramento. I buoni risultati ottenuti gli guadagnarono la conferma in Sauber prima del Gran Premio d'Italia. Nel Gran Premio del Giappone, sul Circuito di Suzuka, Kobayashi conquistò un altro settimo posto, rendendosi protagonista di diversi sorpassi nelle ultime fasi di gara. Il pilota giapponese ottenne altri due piazzamenti a punti in Corea (ottavo) e in Brasile (decimo), chiudendo la stagione al dodicesimo posto con 32 punti.
La stagione 2011 iniziò in modo amaro per Kobayashi, che nella gara inaugurale in Australia tagliò il traguardo in ottava posizione ma fu squalificato a causa di un'irregolarità dell'alettone posteriore. Il pilota giapponese si rifece già in Malesia, dove giunse settimo. Nel Gran Premio di Cina Kobayashi giunse nuovamente a punti, tagliando il traguardo in decima posizione. Nelle successive gare in Turchia e in Spagna il pilota nipponico ripeté questo risultato, in entrambi i casi dopo delle rimonte dall'ultima posizione, nella prima occasione per problemi meccanici in qualifica e nella seconda per un contatto nelle prime fasi di gara. Nel Gran Premio di Monaco Kobayashi ottenne il miglior piazzamento in carriera, sfruttando una buona tattica per chiudere la gara in quinta posizione. Anche nel rocambolesco Gran Premio del Canada il pilota nipponico si mise in luce, occupando a lungo la seconda posizione e tagliando il traguardo al settimo posto, dopo aver perso per pochi millesimi di secondo un arrivo in volata con Felipe Massa. La serie di piazzamenti a punti si concluse nel Gran Premio d'Europa, nel quale Kobayashi tagliò il traguardo in sedicesima posizione dopo una gara travagliata. Nella parte centrale di campionato Kobayashi raccolse solo un nono posto nel Gran Premio di Germania, facendo segnare appena due punti in dieci gare. Il pilota giapponese tornò a punti nel Gran Premio di Abu Dhabi, penultima gara della stagione, nel quale giunse decimo davanti al compagno di squadra Sergio Pérez, conquistando poi un nono posto nel conclusivo Gran Premio del Brasile. Il pilota giapponese si confermò al dodicesimo posto nella classifica assoluta, con 30 punti.
Confermato dalla Sauber anche per il campionato 2012, Kobayashi iniziò la stagione in maniera positiva, approfittando di vari incidenti nell'ultimo giro per ottenere un sesto posto nell'iniziale Gran Premio d'Australia. In Malesia il pilota giapponese non brillò, risultando nettamente meno efficace dal compagno di squadra Sergio Pérez sia in qualifica che in gara, anche a causa di una diversa strategia. Nel Gran Premio di Cina Kobayashi tornò a punti, giungendo decimo proprio davanti al compagno di squadra e facendo segnare anche il giro più veloce in gara per la prima volta in carriera. In Spagna, nonostante un problema tecnico che gli impedì di prendere parte all'ultima sessione di qualifiche, ripeté il suo miglior piazzamento in carriera, tagliando il traguardo in quinta posizione. Dopo un ritiro per incidente nel Gran Premio di Monaco, in Canada Kobayashi tornò a punti, tagliando il traguardo in nona posizione. Anche in questa occasione, però, la sua prestazione fu messa in ombra dal risultato del suo compagno di squadra, che, anche grazie ad una strategia più efficace, giunse a podio. Nel Gran Premio di Germania Kobayashi arrivò quinto, guadagnando un'ulteriore posizione grazie ad una penalità inflitta a Sebastian Vettel.
In Belgio il pilota nipponico ottenne la migliore prestazione in carriera in qualifica, facendo segnare il secondo tempo, ma fu coinvolto in un incidente alla prima curva scatenato da Romain Grosjean e precipitò nelle retrovie, non riuscendo a rimontare per via dei danni subiti dalla vettura. Kobayashi fece segnare nuovamente punti nel Gran Premio d'Italia, giungendo nono al traguardo, ma ancora una volta Sergio Pérez, beneficiando di una strategia migliore, fece molto meglio di lui, chiudendo la gara al secondo posto. Nel Gran Premio del Giappone Kobayashi si rifece, tagliando il traguardo in terza posizione dopo essere scattato dal quarto posto in griglia. Il giapponese ottenne così il suo primo podio in carriera, eguagliando il miglior risultato mai ottenuto da un pilota nipponico in Formula 1. Nonostante questo buon risultato, seguito da altri due piazzamenti a punti nel Gran Premio di Abu Dhabi (sesto) e in quello del Brasile (nono), la Sauber non lo confermò per il campionato 2013, preferendogli Nico Hülkenberg. Kobayashi chiuse il campionato 2012 al dodicesimo posto, con 60 punti, ottenendo un podio (nel Gran Premio del Giappone) e un giro veloce (nel Gran Premio di Cina). Nel dicembre 2012 il pilota giapponese annunciò che non avrebbe partecipato al Campionato mondiale di Formula 1 2013, non avendo trovato accordi con nessuna scuderia.

#### Caterham (2014)

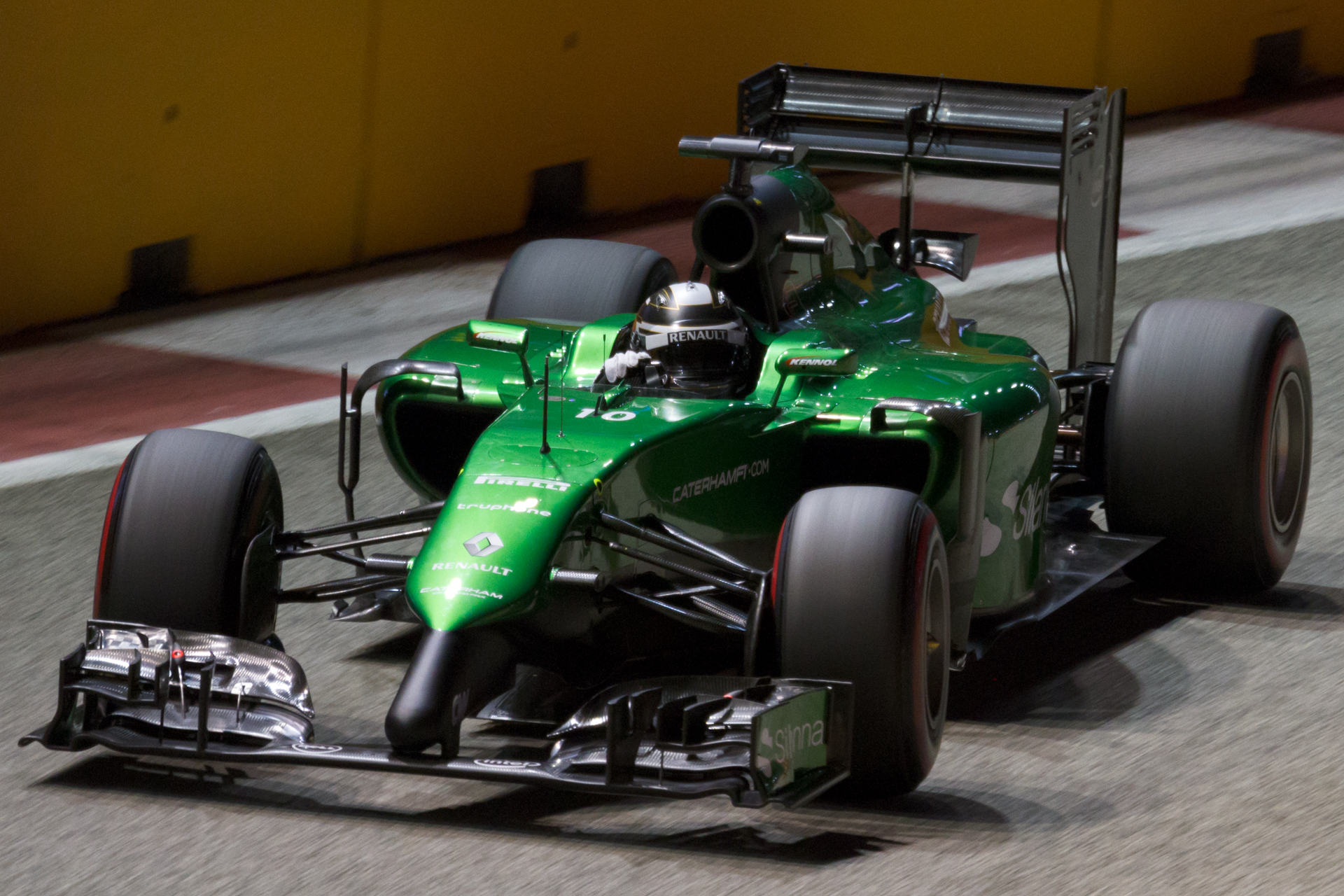
Kobayashi al gran premio di Singapore 2014.

Nella stagione 2014 Kobayashi fece il suo ritorno in Formula 1, venendo ingaggiato dalla Caterham al fianco dell'esordiente Marcus Ericsson.
La vettura della scuderia malese si rivelò la meno competitiva del lotto, relegando il pilota giapponese nelle ultime posizioni del gruppo. Nell'inaugurale Gran Premio d'Australia Kobayashi, sfruttando le mutevoli condizioni meteo, riuscì a piazzarsi in quattordicesima posizione sulla griglia di partenza, dovendosi però ritirare già alla prima curva per un guasto ai freni. In seguito il pilota giapponese non fu più in grado di passare la prima fase delle qualifiche, navigando stabilmente nelle retrovie, pur risultando nettamente più veloce dell'esordiente compagno di squadra.
In occasione del Gran Premio del Belgio Kobayashi fu sostituito dal tedesco André Lotterer, pilota con una lunga carriera nell'Endurance, per poi tornare al volante nel Gran Premio d'Italia.
Durante la stagione la Caterham accusò delle crescenti difficoltà economiche. Posta in amministrazione controllata, la scuderia non partecipò ai Gran Premi degli Stati Uniti e del Brasile. Grazie anche ad una raccolta fondi su Internet la scuderia malese tornò a competere nel conclusivo Gran Premio di Abu Dhabi, nel quale Kobayashi, affiancato per l'occasione dal debuttante Will Stevens, fu costretto al ritiro per problemi meccanici.
Il pilota nipponico chiuse la stagione senza punti, venendo classificato al ventiduesimo posto nella classifica generale.

### Endurance
L'11 marzo 2013 fu ufficializzato il suo ingaggio da parte della Ferrari per il campionato del mondo Endurance, nella classe LMGTE Pro. Kobayashi divenne il primo pilota asiatico a correre per il marchio italiano.
Dopo aver lasciato la Formula 1, nel 2015 ha iniziato una nuova carriera all'interno della Super Formula giapponese con la Toyota RI4A. Kobayashi viene anche ingaggiato dalla Toyota Motorsport, come pilota e collaudatore di prototipi Le Mans nel mondiale Endurance. In un'intervista a fine corsa ad un quotidiano giapponese egli stesso afferma di non voler tornare in Formula 1 in quanto pensa che il WEC dia più possibilità di carriera ai piloti. Nella seconda metà della stagione si posiziona secondo alla 24 ore di Le Mans (Categoria LMP1) con la Toyota TS050 Hybrid insieme ai compagni di squadra Stéphane Sarrazin e Mike Conway. Nel giugno del 2017 segna il record di 3'14"791 con una media di 251,9 km/h a bordo della Toyota TS050.
Nel 2025 tornerà alla 24 Ore di Daytona con Cadilac al fianco di Louis Deletraz, Alex Lynn e Jordan Taylor. 

### Formula E
Il 15 novembre 2017 viene annunciato il suo debutto in Formula E per la stagione 2017-2018, con il team MS&AD Andretti.

## Risultati sportivi

### Formula 1
| 2009 | Scuderia | Vettura |  |  |  |  |  |  |  |  |  |  |  |  |  |  |    |   |   |  |  |  | Punti | Pos. |
| ---- | -------- | ------- |  |  |  |  |  |  |  |  |  |  |  |  |  |  | -- | - | - |  |  |  | ----- | ---- |
| 2009 | Toyota   | TF109   |  |  |  |  |  |  |  |  |  |  |  |  |  |  | SP | 9 | 6 |  |  |  | 3     | 18º  |

| 2010 | Scuderia | Vettura |     |     |     |     |    |     |    |     |   |   |    |   |   |     |     |   |   |    |    |  | Punti | Pos. |
| ---- | -------- | ------- | --- | --- | --- | --- | -- | --- | -- | --- | - | - | -- | - | - | --- | --- | - | - | -- | -- |  | ----- | ---- |
| 2010 | Sauber   | C29     | Rit | Rit | Rit | Rit | 12 | Rit | 10 | Rit | 7 | 6 | 11 | 9 | 8 | Rit | Rit | 7 | 8 | 10 | 14 |  | 32    | 12º  |

| 2011 | Scuderia | Vettura |    |   |    |    |    |   |   |    |     |   |    |    |     |    |    |    |     |    |   |  | Punti | Pos. |
| ---- | -------- | ------- | -- | - | -- | -- | -- | - | - | -- | --- | - | -- | -- | --- | -- | -- | -- | --- | -- | - |  | ----- | ---- |
| 2011 | Sauber   | C30     | SQ | 7 | 10 | 10 | 10 | 5 | 7 | 16 | Rit | 9 | 11 | 12 | Rit | 14 | 13 | 15 | Rit | 10 | 9 |  | 30    | 12º  |

| 2012 | Scuderia | Vettura |   |     |    |    |   |     |   |     |    |   |    |    |   |    |   |     |    |   |    |   | Punti | Pos. |
| ---- | -------- | ------- | - | --- | -- | -- | - | --- | - | --- | -- | - | -- | -- | - | -- | - | --- | -- | - | -- | - | ----- | ---- |
| 2012 | Sauber   | C31     | 6 | Rit | 10 | 13 | 5 | Rit | 9 | Rit | 11 | 4 | 18 | 13 | 9 | 13 | 3 | Rit | 14 | 6 | 14 | 9 | 60    | 12º  |

| 2014 | Scuderia | Vettura |     |    |    |    |     |    |     |    |    |    |     |  |    |    |    |     |  |  |     |  | Punti | Pos. |
| ---- | -------- | ------- | --- | -- | -- | -- | --- | -- | --- | -- | -- | -- | --- |  | -- | -- | -- | --- |  |  | --- |  | ----- | ---- |
| 2014 | Caterham | CT05    | Rit | 13 | 15 | 18 | Rit | 13 | Rit | 16 | 15 | 16 | Rit |  | 17 | NP | 19 | Rit |  |  | Rit |  | 0     | 22º  |

| Legenda | 1º posto     | 2º posto | 3º posto    | A punti         | Senza punti/Non class.  | Grassetto – Pole position Corsivo – Giro più veloce |
| Legenda | Squalificato | Ritirato | Non partito | Non qualificato | Solo prove/Terzo pilota | Grassetto – Pole position Corsivo – Giro più veloce |

### WEC
| Anno    | Squadra             | Classe    | Vettura                | SIL | SPA | LMS | SÃO | COA | FUJ | SHA | BHR |     | Punti | Pos. |
| ------- | ------------------- | --------- | ---------------------- | --- | --- | --- | --- | --- | --- | --- | --- | --- | ----- | ---- |
| 2013    | AF Corse            | LMGTE Pro | Ferrari 458 Italia GT2 | 2   | 3   | 4   | Rit | 3   | 9   | 5   | 3   |     | 98    | 7°   |
| Anno    | Squadra             | Classe    | Vettura                | SIL | SPA | LMS | NÜR | MEX | COA | FUJ | SHA | BHR | Punti | Pos. |
| 2016    | Toyota Gazoo Racing | LMP1      | Toyota TS050 Hybrid    | 2   | Rit | 2   | 6   | 3   | 3   | 1   | 2   | 5   | 145   | 3°   |
| Anno    | Squadra             | Classe    | Vettura                | SIL | SPA | LMS | NÜR | MEX | COA | FUJ | SHA | BHR | Punti | Pos. |
| 2017    | Toyota Gazoo Racing | LMP1      | Toyota TS050 Hybrid    | 13  | 2   | Rit | 3   | 4   | 4   | 2   | 4   | 4   | 103.5 | 5°   |
| Anno    | Squadra             | Classe    | Vettura                | SPA | LMS | SIL | FUJ | SHA | SEB | SPA | LMS |     | Punti | Pos. |
| 2018-19 | Toyota Gazoo Racing | LMP1      | Toyota TS050 Hybrid    | 2   | 2   | DSQ | 1   | 1   | 2   | 6   | 2   |     | 157   | 2°   |
| Anno    | Squadra             | Classe    | Vettura                | SIL | FUJ | SHA | BHR | COA | SPA | LMS | BHR |     | Punti | Pos. |
| 2019-20 | Toyota Gazoo Racing | LMP1      | Toyota TS050 Hybrid    | 1   | 2   | 3   | 1   | 3   | 1   | 3   | 1   |     | 207   | 1º   |
| Anno    | Squadra             | Classe    | Vettura                | SPA | ALG | MNZ | LMS | BHR | BHR |     |     |     | Punti | Pos. |
| 2021    | Toyota Gazoo Racing | Hypercar  | Toyota GR010 Hybrid    | 3   | 2   | 1   | 1   | 1   | 2   |     |     |     | 173   | 1º   |
| Anno    | Squadra             | Classe    | Vettura                | SEB | SPA | LMS | MON | FUJ | BHR |     |     |     | Punti | Pos. |
| 2022    | Toyota Gazoo Racing | Hypercar  | Toyota GR010 Hybrid    | Rit | 1   | 2   | 3   | 2   | 1   |     |     |     | 94    | 3°   |
| Anno    | Squadra             | Classe    | Vettura                | SEB | ALG | SPA | LMS | MON | FUJ | BHR |     |     | Punti | Pos. |
| 2023    | Toyota Gazoo Racing | Hypercar  | Toyota GR010 Hybrid    | 1   | 9   | 1   | Rit | 1   | 1   | 2   |     |     | 145   | 2°   |
| Anno    | Squadra             | Classe    | Vettura                | QAT | IMO | SPA | LMS | SÃO | COA | FUJ | BHR |     | Punti | Pos. |
| 2024    | Toyota Gazoo Racing | Hypercar  | Toyota GR010 Hybrid    | 5   | 1   | 7   | 2   | 4   | 2   | Rit | Rit |     | 113   | 3°   |
| Anno    | Squadra             | Classe    | Vettura                | QAT | IMO | SPA | LMS | SÃO | COA | FUJ | BHR |     | Punti | Pos. |
| 2025    | Toyota Gazoo Racing | Hypercar  | Toyota GR010 Hybrid    | 6   | 7   | 7   | 5   | 14  |     |     |     |     | 44*   |      |
| Legenda |                     |           |                        |     |     |     |     |     |     |     |     |     |       |      |

* Stagione in corso.

### 24 ore di Le Mans
| Anno | Team                | Co-piloti                      | Auto                  | Classe   | Giri | Pos. | Pos. Classe. |
| ---- | ------------------- | ------------------------------ | --------------------- | -------- | ---- | ---- | ------------ |
| 2013 | AF Corse            | Toni Vilander Olivier Beretta  | Ferrari 458 Italia GT | GTE Pro  | 312  | 20°  | 5°           |
| 2016 | Toyota Gazoo Racing | Mike Conway Stéphane Sarrazin  | Toyota TS050 Hybrid   | LMP1     | 381  | 2°   | 2°           |
| 2017 | Toyota Gazoo Racing | Mike Conway Stéphane Sarrazin  | Toyota TS050 Hybrid   | LMP1     | 154  | DNF  | DNF          |
| 2018 | Toyota Gazoo Racing | Mike Conway José María López   | Toyota TS050 Hybrid   | LMP1     | 386  | 2°   | 2°           |
| 2019 | Toyota Gazoo Racing | Mike Conway José María López   | Toyota TS050 Hybrid   | LMP1     | 385  | 2°   | 2°           |
| 2020 | Toyota Gazoo Racing | Mike Conway José María López   | Toyota TS050 Hybrid   | LMP1     | 381  | 3°   | 3°           |
| 2021 | Toyota Gazoo Racing | Mike Conway José María López   | Toyota GR010 Hybrid   | Hypercar | 371  | 1°   | 1°           |
| 2022 | Toyota Gazoo Racing | Mike Conway José María López   | Toyota GR010 Hybrid   | Hypercar | 380  | 2°   | 2°           |
| 2023 | Toyota Gazoo Racing | Mike Conway José María López   | Toyota GR010 Hybrid   | Hypercar | 103  | DNF  | DNF          |
| 2024 | Toyota Gazoo Racing | Nyck de Vries José María López | Toyota GR010 Hybrid   | Hypercar | 311  | 2°   | 2°           |
| 2025 | Toyota Gazoo Racing | Nyck de Vries Mike Conway      | Toyota GR010 Hybrid   | Hypercar | 386  | 5°   | 5°           |

### 24 ore di Daytona
| Anno | Team                    | Co-piloti                                          | Auto             | Classe | Giri | Pos. | Pos. Classe. |
| ---- | ----------------------- | -------------------------------------------------- | ---------------- | ------ | ---- | ---- | ------------ |
| 2019 | Konica Minolta Cadillac | Renger van der Zande Jordan Taylor Fernando Alonso | Cadillac DPi-V.R | DPi    | 593  | 1°   | 1°           |
| 2020 | Konica Minolta Cadillac | Renger van der Zande Ryan Briscoe Scott Dixon      | Cadillac DPi-V.R | DPi    | 833  | 1°   | 1°           |
| 2021 | Ally Cadillac Racing    | Jimmie Johnson Simon Pagenaud Mike Rockenfeller    | Cadillac DPi-V.R | DPi    | 807  | 2°   | 2°           |
| 2022 | Ally Cadillac Racing    | Jimmie Johnson José María López Mike Rockenfeller  | Cadillac DPi-V.R | DPi    | 739  | 11°  | 5°           |

### Formula E
| Anno | Scuderia                | Vettura          | HKG                 | HKG          | MAR         | SAN                                             | MEX | PDE | ROM | PAR | BER | ZUR | NYC | NYC | Punti | Pos. |
| --- | ----------------------- | ---------------- | ------------------- | ------------ | ----------- | ----------------------------------------------- | --- | --- | --- | --- | --- | --- | --- | --- | ----- | ---- |
| 2017-2018 | Spark-Andretti          | Andretti ATEC-03 | 15                  | 17           |             |                                                 |     |     |     |     |     |     |     |     | 0     | 24°  |
| \| Legenda \| 1º posto \| 2º posto \| 3º posto \| A punti \| Senza punti \| Grassetto=Pole position Corsivo=Giro più veloce \| \| Legenda \| Solo prove/Terzo pilota \| Non qualificato \| Ritirato/Non class. \| Squalificato \| Non partito \| Grassetto=Pole position Corsivo=Giro più veloce \| |                         |                  |                     |              |             |                                                 |     |     |     |     |     |     |     |     |       |      |
| Legenda | 1º posto                | 2º posto         | 3º posto            | A punti      | Senza punti | Grassetto=Pole position Corsivo=Giro più veloce |     |     |     |     |     |     |     |     |       |      |
| Legenda | Solo prove/Terzo pilota | Non qualificato  | Ritirato/Non class. | Squalificato | Non partito | Grassetto=Pole position Corsivo=Giro più veloce |     |     |     |     |     |     |     |     |       |      |